# 1671 Chaika
1671 Chaika eller 1934 TD är en asteroid i huvudbältet, som upptäcktes 3 oktober 1934 av den ryske astronomen Grigorij N. Neujmin vid Simeiz-observatoriet på Krim. Den har fått sitt namn efter den sovjetiska kosmonauten Valentina Teresjkovas smeknamn, Tjajka vilket är ryska för mås.
Asteroiden har en diameter på ungefär 9 kilometer och den tillhör asteroidgruppen Astraea.